# Diamonds & Rust
Diamonds & Rust (рус. Алмазы и ржавчина) — лирическая песня, баллада, сочинённая Джоан Баэз и выпущенная в 1975 году в качестве титульной песни «золотого» альбома Diamonds & Rust.

## История песни
Песня была написана в ноябре 1974 года и повествует о чувствах певицы, перенесённой в своих воспоминаниях на десять лет назад неожиданным звонком от бывшего любимого мужчины, с которым в то время встречалась.
Now I see you standing

With leaves falling around

And snow in your hair.

Now you’re smiling out the window

Of that hotel

Over Washington Square.
Сейчас я вижу как ты стоишь,

Окружённый падающими листьями.

Снег в твоих волосах.

Сейчас ты улыбаешься из окна

Того отеля у площади Вашингтона.
Наиболее вероятной представляется версия о том, что песня навеяна звонком Боба Дилана, с которым у Джоан Баэз в середине 60-х был роман. Сама певица в мемуарах сказала, что песня посвящена её бывшему мужу Дэвиду Харрису, приводя свой разговор с Бобом Диланом, однако и из него можно сделать выводы:
— Ты собираешься петь эту песню про яйца малиновки и бриллианты? — Боб спросил меня, в первый день репетиций. 
 — Какую? 
 — Ну ты знаешь, ту что о голубых глазах и бриллиантах. 
 — О, — сказала я, — ты должно быть говоришь об «Алмазах и ржавчине», той песне что я написала для своего мужа Дэвида? Я написала её, когда он был в тюрьме. 
 — Для твоего мужа? — спросил Боб. 
 — Да. А для кого по-твоему? — я оцепенела. 
 — Ну привет, мне-то откуда знать? 
 — Проехали. Я спою её, если ты хочешь.

Оригинальный текст (англ.)"You gonna sing that song about robin's eggs and diamonds?" Bob had asked me on the first day of rehearsals. 
 "Which one?" 
 "You know, that one about blue eyes and diamonds..." 
 "Oh", I said, "you must mean 'Diamonds And Rust', the song I wrote for my husband, David. I wrote it while he was in prison." 
 "For your husband?" Bob said. 
 "Yeah. Who did you think it was about?" I stonewalled. 
 "Oh, hey, what the fuck do I know?" 
 "Never mind. Yeah, I'll sing it, if you like."
На самом деле, в момент написания песни брак между Джоан Баэз и Дэвидом Харрисом уже распался. Позднее в интервью певица подтвердила тот факт, что источником вдохновения для песни послужил именно Боб Дилан.
— Ещё один волшебный момент — это «Алмазы и ржавчина». Вы рассказывали, что когда начинали её писать, она была другой, а после звонка стала о нём. Должно быть это был крутой звонок. 
 — Он читал мне из телефонной будки на Среднем Западе весь текст Lily, Rosemary and the Jack of Hearts который только что закончил. 
 — А о чём песня была изначально? 
 — Я не помню о чём я писала, но это не имеет ничего общего с тем, что получилось.
   
Оригинальный текст (англ.)"Diamonds And Rust" was another magic moment. You've said when you began writing the song, it started as something else until Dylan phoned you. Then it became about him. That must have been one helluva call.  
 He read me the entire lyrics to "Lily, Rosemary and the Jack of Hearts" that he'd just finished from a phone booth in the Midwest.  
 What was the song about originally?  
 I don't remember what I'd been writing about, but it had nothing to do with what it ended up as.
Помимо альбома Diamonds and Rust, Джоан Баэз записала песню вживую на альбоме 1995 года Ring Them Bells дуэтом с Мэри Шапен Карпентер и на альбоме Джуди Коллинз 2010 года Paradise.

## Кавер-версии

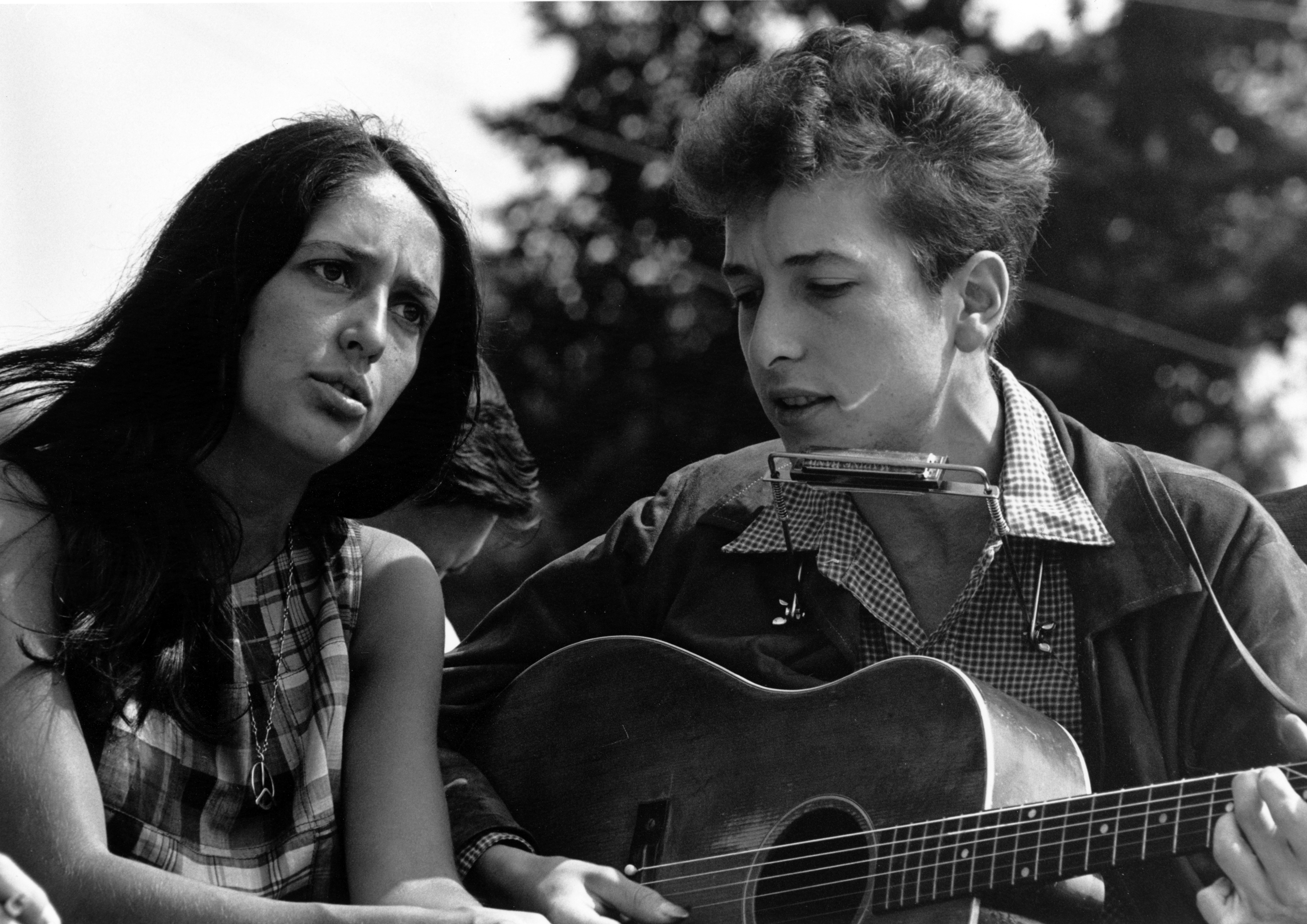
Джоан Баез и Боб Дилан в период романа. 1963 год

Наиболее известной кавер-версией песни стала её тяжёлая, хард-роковая обработка группой Judas Priest. Она была записана и подготовлена для второго альбома группы Sad Wings of Destiny, но не вошла на него. По настоянию Роджера Гловера, продюсера третьего альбома Sin After Sin, она была включена в его трек-лист. Раннюю версию песни можно услышать на сборнике The Best of Judas Priest, Hero, Hero и на переиздании первого альбома группы Rocka Rolla. Кавер-версия песни стала одной из визитных карточек Judas Priest на концертах; концертное исполнение можно услышать на альбоме Unleashed in the East.
Также кавер-версии песни записали Blackmore’s Night, Great White, Thunderstone и Тэйлор Митчелл.